# Trois-Bassins Football Club
Maillots
Le Trois Bassins Football Club est un club réunionnais de football fondé en 1993 et basé dans la ville des Trois Bassins. Le club joue actuellement en régionale 1.

## Histoire du club
Fondé en 1993, le club évolue d'abord dans les divisions inférieures du football réunionnais. Le Trois Bassins FC est à l'époque très peu connu du fait de sa récente apparition dans le football réunionnais. 
Le club accède pour la première fois en régional 1 en 2008, 15 ans après sa création, à la suite d'une belle saison 2007 en régional 2. La première saison du club en régional 1 s'avère délicate, le club finira à la 12e place du championnat avec 49 points, soit seulement 1 point d'écart avec le premier relégable, qui n'est autre que la SS Saint-Louisienne. Malheureusement pour le club, ses difficultés seront confirmées en 2009 : le TBFC finira à la 14ème et dernière place du championnat, avec 46 points (soit 4 de moins que l'AS Marsouins, avant dernier). Le club retourne ainsi en régional 2 pour la saison 2010. Il faudra attendre 7 ans avant de revoir le TBFC en régional 1 (en 2017). Cependant c'est durant cette période que le club réalise son plus beau parcours en coupe de La Réunion, battant un à un ses adversaires avant de tomber en demi-finales face à la JS Saint-pierroise, sur le score de 2-0.
Le retour du club dans l'élite du football réunionnais en 2017 se transforme cependant en échec,  avec 52 points et une différence de buts de -21, le club se classe 13ème et avant dernier du régional 1, et est de nouveau relégué en régional 2. L'attente avant de remonter en régionale 1 est beaucoup moins longue : il n'aura fallu attendre qu'une seule année avant de voir le TBFC de retour en régional 1, à la suite d'une très belle saison 2018 où le club finit premier de la poule B du régional 2. Cette fois-ci, les choses se passent beaucoup mieux pour le Trois Bassins FC : le club finit la saison 2019 à une honorable 7e place, avec 62 points, soit 16 points de plus que l'AS Marsouins (le barragiste de cette saison). 
En 2020, en raison de la crise sanitaire liée au covid-19, seul 13 des 26 journées prévues auront lieu. Le Trois Bassins FC s'en tire une nouvelle fois au 7e rang, avec 7 points de retard sur l'AS Excelsior, sacré champion, et 11 points d'avance sur l'ACF Piton Saint-leu, barragiste. En 2021, les 16 clubs du championnat de La Réunion sont divisés en deux groupes de huit. Le TBFC se retrouve dans le groupe A.